# Ладеево
Ладеево — деревня в Себежском районе Псковской области России. Входит в состав сельского поселения «Себежское».

## География
Находится на юго-западе региона и района, в лесной местности у озера Ярица, на территории национального парка «Себежский».
Уличная сеть не развита.

## История
В 1802—1924 годах земли поселения входили в Себежский уезд Витебской губернии.
В 1941—1944 гг. деревня находилась под фашистской оккупацией войсками Гитлеровской Германии.
До 1 января 2011 года деревня входила в ныне упразднённую Глембочинскую волость.
В 2010 году, согласно Закону Псковской области от 03.06.2010 № 984-ОЗ, деревня Ладеево после объединения пяти волостей (Глембочинской, Долосчанской, Дубровской, Лавровской и Томсинской) вошла в образованное муниципальное образование «Себежское сельское поселение».

## Население
| 2001 | 2002 | 2010 |
| ---- | ---- | ---- |
| 8    | ↗9   | ↘5   |

Согласно результатам переписи 2002 года, в национальной структуре населения русские составляли 89 % от общей численности населения в 9 чел..

## Инфраструктура
Личное подсобное хозяйство.

## Транспорт
Деревня доступна по просёлочным дорогам.
От а/д Себеж — Верхнедвинск (до границы с Республикой Беларусь) до дер. Ладеево идёт автомобильная дорога общего пользования местного значения (идентификационный номер 58-254-870 ОП МП 58Н-043), длиной 1,6 км